# Boril di Bulgaria
Boril di Bulgaria (in medio bulgaro Борил; in bulgaro moderno Борил) (XII secolo – 1218 o poco dopo) è stato un sovrano bulgaro che fu zar della Bulgaria dal 1207 al 1218.
Era figlio di una sorella, dal nome ignoto, del suo predecessore Kalojan e di uno dei fratelli di quest'ultimo, Pietro IV o Ivan Asen I, che avevano restaurato lo Stato bulgaro indipendente istituendo il Secondo Impero bulgaro. Dopo la morte improvvisa di Kalojan nell'ottobre del 1207, Boril ne sposò la vedova, una principessa cumana (nota nella storiografia bulgara come "Kumankata"), e si impadronì del trono. Suo cugino, Ivan Asen, fuggì dalla Bulgaria, permettendo a Boril di rafforzare la sua posizione. Gli altri suoi parenti, Strez e Alessio Slavo, si rifiutarono di riconoscerlo come legittimo monarca. Il primo prese possesso delle terre tra i fiumi Struma e Vardar con l'appoggio di Stefano Prvovenčani. Alessio Slavo, invece, si assicurò il dominio sui Monti Rodopi con l'assistenza di Enrico di Fiandra, l'imperatore latino di Costantinopoli.
Nei primi anni di regno, Boril lanciò delle campagne militari infruttuose contro l'Impero latino e il Regno di Tessalonica. All'inizio del 1211 convocò nella capitale Tărnovo un sinodo della Chiesa bulgara. Durante l'assemblea i vescovi condannarono il bogomilismo e bollarono i suoi credenti come eretici. Dopo una rivolta scoppiata contro di lui a Vidin tra il 1211 e il 1214, chiese l'assistenza di Andrea II d'Ungheria, il quale inviò dei rinforzi per reprimere la ribellione. Alla fine del 1213 o all'inizio del 1214 strinse una pace con l'Impero latino. Dopo la morte di Enrico nel 1216 e la partenza di Andrea II dall'Ungheria per la quinta crociata, Ivan Asen tornò in Bulgaria. Egli catturò e, nel 1218, accecò a Tărnovo Boril, il quale era divenuto impopolare e la cui posizione politica appariva ormai decisamente fragile.

## Biografia

### Primi anni
Boril era il figlio di una sorella di tre imperatori (zar) dell'Impero bulgaro restaurato, Pietro IV, Ivan Asen I e Kalojan. L'etimologia del suo nome è incerta, potendo essere ricollegata o al verbo slavo boriti ("combattere"), o al sostantivo turco böri ("lupo"). Lo storico Alexandru Madgearu ha affermato che la maggior parte delle varianti note del nome (Borilǔ, Burile, Borilus, Burillus) lasciano intendere che "si pronunciava Borilǎ, come in rumeno».

## Regno

### Ascesa al trono
Kalojan morì improvvisamente mentre assediava Tessalonica nell'ottobre del 1207. Poiché il sovrano era conosciuto per via della sua spietatezza contro i greci, cominciarono presto a diffondersi delle voci secondo cui il sovrano bulgaro fosse stato ucciso dal santo patrono della città aggredita, Demetrio. Stando a una delle versioni, il santo convinse Manastras, uno dei comandanti dell'esercito bulgaro, a uccidere lo zar. L'imperatore latino di Costantinopoli, Enrico, affermò in una sua lettera che Boril «aveva imposto la sua volontà con la violenza e usurpato il nome e le insegne imperiali». Anche il cronista Enrico di Valenciennes, che portò avanti l'opera scritta da Goffredo di Villehardouin dopo il 1207, descrisse Boril come un rinnegato che si era impossessato in maniera illegittima della corona bulgara. Secondo Madgearu, entrambi i resoconti fanno comprendere che Boril complottò contro suo zio, molto probabilmente in collaborazione con la moglie del sovrano. Lo storico John V. A. Fine, tuttavia, ha sottolineato che «non ci sono prove che lasciano intendere un coinvolgimento di Boril».
Il nuovo imperatore sposò la vedova di Kalojan o per rafforzare la sua pretesa al trono, come ha creduto István Vásáry, oppure per assicurarsi il sostegno dei guerrieri cumani, come ha scritto Eve Levin. Tuttavia, molti nobili (tra cui i membri della sua famiglia) lo considerarono sempre alla stregua di un usurpatore. Il figlio minorenne di Ivan Asen e suo omonimo fuggì presto presso i cumani e successivamente nelle «terre dei rus'» (cioè in Galizia o a Kiev). Il fratello di Boril, Strez, cercò rifugiò in Serbia. Invece di ricondurlo in Bulgaria, Stefano Nemanjić gli concesse in gestione la fortezza di Prosek. Un terzo parente, Alessio Slavo, rifiutò di prestare fedeltà a Boris e prese possesso della regione dei Monti Rodopi, che circondava il suo castello di Tsepina.

### Guerra con i latini

La Bulgaria sotto Boril (1207-1218)

Sotto il regno di Kalojan, i nobili greci della Tracia orientale si erano sollevati contro l'Impero bulgaro, cercando l'assistenza dell'Impero latino; questa ribellione sarebbe continuata contro Boril, che partì per la Tracia per riconquistare la regione nel maggio 1208. Boril partì per la Tracia per riconquistare la regione nel maggio 1208. Durante la sua marcia, si impadronì di alcune parti del territorio di Alessio Slavo prima di fermarsi a Stara Zagora. L'imperatore latino guidò personalmente il suo esercito contro Boril, costringendolo a ritirarsi a Filippopoli (la moderna Plovdiv). Sebbene l'esercito di Boril contasse un numero maggiore di truppe rispetto ai nemici, Enrico lo sconfisse in una battaglia combattuta nei pressi della città l'8 luglio. I latini si impossessarono di Filippopoli e Alessio Slavo rese volontariamente omaggio a Enrico per assicurarsi il suo appoggio contro Boril. Mentre il sovrano bulgaro proseguiva la guerra contro i latini, Stefano Nemanjić invase la Macedonia e occupò le terre tra i fiumi Struma e Vardar. Egli concesse i territori occupati a Strez, lasciando comunque delle truppe serbe nella regione per assicurarsi la sua fedeltà.
I greci di Serres nel Regno di Tessalonica inviarono dei delegati al comandante di Boril a Melnik, chiedendo il suo ausilio contro i latini all'inizio del 1209. Enrico intervenne presto e represse la loro rivolta. Boril concluse poi un'alleanza con Teodoro I Lascaris, imperatore di Nicea, e Michele I Comneno Ducas, il despota dell'Epiro, in chiave anti-latina. Egli strinse anche la pace con Strez, rivoltatosi nel frattempo contro Nemanjić.
Boril convocò un sinodo della Chiesa ortodossa bulgara a Tărnovo, la capitale, agli inizi del 1211. I vescovi confermarono la confessione ortodossa adottata nel Concilio di Costantinopoli dell'843 e condannarono il bogomilismo, ordinando la persecuzione dei fedeli e tacciandoli di eresia. Il sinodo stabilì la data della Pasqua in accordo con il calendario cattolico. Boril, il quale aveva presieduto il sinodo, ordinò la pubblicazione delle sue decisioni in bulgaro l'11 febbraio 1211 (cosiddetto Libro di Boril).
In seguito, lo zar inviò un esercito su un passo di montagna per preparare un'imboscata all'imperatore latino Enrico che stava tornando da Salonicco a Costantinopoli nell'aprile del 1211. Essendo stato informato del piano di Boril, Enrico radunò le sue truppe dalle vicine fortezze latine e costrinse Boril a ritirare le sue armate. Strez invase il Regno di Tessalonica, ma Michele Comneno Ducas, che aveva fatto pace con i Latini, invase il suo regno. Boril intervenne nel conflitto a favore di Strez, ma le loro armate congiunte furono sconfitti nei pressi di Bitola, all'inizio dell'estate. A ottobre lanciò un assalto a Salonicco, ma Eustachio di Alsazia, che amministrava il regno in veste di reggente, lo costrinse a revocare l'assedio. Alessio Slavo intervenne nel conflitto per conto di Eustachio e si impossessò di Melnik.

### Insurrezione
John Fine ha sostenuto che Boril tenne il sinodo ecclesiastico per assicurarsi l'appoggio del clero, perché «l'insoddisfazione popolare nei suoi confronti era ancora tangibile» nel 1211. La rivolta scoppiata a Vidin tra il 1211 e il 1214 dimostrò in maniera lampante quanto fosse ampio il malcontento. Le circostanze esatte per cui l'insurrezione esplose restano incerte, perché l'unica fonte che descrive questi eventi è costituita da dati frammentari riferiti da un documento reale ungherese emesso nel 1250.
Boril non riuscì a reprimere la ribellione l'aiuto esterno fornitogli su sua richiesta da Andrea II d'Ungheria, ottenuto facendo leva sulla «loro affidabile amicizia». Andrea inviò in Bulgaria Gioacchino Türje, conte di Hermannstadt (odierna Sibiu, in Romania), alla testa di un esercito composta da truppe sassoni, valacchi, siculi e peceneghi. Gioacchino dapprima sbaragliò tre capi cumani che stavano cercando di fermare le sue azioni militari, poi si assicurò Vidin e la restituì a Boril.

### Riconciliazione

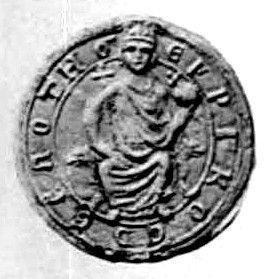
Sigillo di Enrico di Fiandra, imperatore latino di Costantinopoli

Un legato pontificio, verosimilmente Pelagio Galvani, giunse in Bulgaria nell'estate del 1213. Poiché continuò il suo viaggio verso Costantinopoli, la sua mediazione contribuì con ampia probabilità alla successiva riconciliazione tra Boril ed Enrico. Boril desiderava la pace perché si era già reso conto che non sarebbe stato in grado di riconquistare i territori traci persi a favore dell'Impero latino; Enrico, dal canto suo, desiderava la pace con la Bulgaria per poter riprendere la sua guerra contro l'imperatore Teodoro I Lascaris. A seguito di lunghe trattative, Enrico sposò la figliastra di Boril (sovente ma erroneamente chiamata dagli storici moderni Maria) alla fine del 1213 o all'inizio del 1214.
All'inizio del 1214, Boril offrì la mano della figlia dal nome ignoto al discendente ed erede di Andrea II d'Ungheria, Béla. Madgearu ha affermato che egli rinunciò anche alle terre che Andrea aveva rivendicato alla Bulgaria (tra cui Braničevo). Nel tentativo di conquistare nuove terre e assistito dalle truppe inviate da Enrico, Boril lanciò un'invasione della Serbia, assediando Niš nel 1214. Contemporaneamente Strez invase la Serbia da sud, ma fu ucciso durante la campagna. Boril non riuscì comunque a prendere Niš a causa dei conflitti insorti tra le truppe bulgare e quelle latine. I conflitti tra Boril e le truppe latine impedirono loro di catturare la città.

### Caduta
Nel 1217 Boril fu privato dei suoi due principali alleati, poiché l'imperatore latino Enrico morì nel luglio del 1216 e Andrea II lasciò l'Ungheria per guidare i suoi conterranei nella quinta crociata in Terra santa nel 1217; questa posizione di debolezza permise a suo cugino, Ivan Asen, di invadere la Bulgaria. Boril fu battuto da Ivan Asen in battaglia e costretto a ritirarsi a Tărnovo, che le truppe di Ivan assediarono. Lo storico bizantino Giorgio Acropolita afferma che l'assedio si trascinò «per sette anni», malgrado la maggioranza degli storici moderni ritenga che in realtà si trattò di sette mesi. Dopo che le truppe di Ivan Asen si impadronirono della città nel 1218, Boril tentò di fuggire, ma finì catturato e accecato. Da quel momento in poi, Boril scompare da qualsiasi fonte.

## Discendenza
Giorgio Acropolita riferisce che la prima moglie di Boril (la vedova di suo zio) fosse di etnia «scita» (o cumana). Il matrimonio di Boril con la vedova dello zio violava il diritto canonico, ma la Chiesa bulgara non protestò contro questa decisione. Gli scritti di Baldovino d'Avesnes, la Cronaca delle Fiandre e altre opere dell'Europa occidentale affermano che una nipote dal nome ignoto dell'imperatore latino Enrico (figlia di sua sorella, Iolanda di Fiandra, e di Pietro II di Courtenay) fu data in sposa a «Iohannis», che viene associato a Boril. Gli storici che hanno ritenuto attendibile questo legame parentale hanno sostenuto che Boril sposò la nipote di Enrico dopo il loro trattato di pace nel 1213 o 1214. Se questa teoria fosse valida, la prima moglie di Boril era morta o era stata mandata in un monastero. La figlia di Boril fu promessa in sposa con il principe ereditario ungherese Béla nel 1214, ma il matrimonio non ebbe mai luogo, a causa della deposizione di Boril.

### Fonti primarie
- Giorgio Acropolita, The History, traduzione di Ruth Macrides, Oxford University Press, 2007, ISBN 978-0-19-921067-1.

### Fonti secondarie
- (EN) Florin Curta, Southeastern Europe in the Middle Ages, 500-1250, Cambridge, Cambridge University Press, 2006, ISBN 978-0-511-81563-8.
- (EN) John Van Antwerp Jr. Fine, The Late Medieval Balkans: A Critical Survey from the Late Twelfth Century to the Ottoman Conquest, The University of Michigan Press, 1994, ISBN 0-472-08260-4.
- (EN) Eve Levin, Sex and Society in the World of the Orthodox Slavs, 900–1700, Cornell University Press, 1989, ISBN 0-8014-8304-2.
- (EN) Alexandru Madgearu, The Asanids: The Political and Military History of the Second Bulgarian Empire, 1185–1280, Brill, 2016, ISBN 978-9-004-32501-2.
- (EN) István Vásáry, Cumans and Tatars: Oriental Military in the Pre-Ottoman Balkans, 1185–1365, Cambridge University Press, 2005, ISBN 978-11-39-44408-8.